# Quiculungo
Quiculungo é uma cidade e município da província do Cuanza Norte, em Angola.
Tem 475 km² e cerca de 30 mil habitantes. É limitado a norte pelo município de Ambaca, a leste pelo município de Samba Caju, a sul pelo município de Banga, e a oeste pelo município de Bolongongo.
O município é constituído, apenas, pela comuna-sede, correspondente à cidade de Quiculungo.

## História
Foi fundada pelo agricultor e comerciante português Amadeu Mario da Silva Magalhães, no ano de 1914.

## Economia
Desenvolve-se economicamente pela cafeicultura.